# Gare de Jonchery-sur-Vesle
Gare de Jonchery-sur-Vesle – przystanek kolejowy w miejscowości Jonchery-sur-Vesle, w departamencie Marna, w regionie Grand Est, we Francji. Jest zarządzana przez SNCF i obsługiwana przez pociągi TER Grand Est.

## Położenie
Znajduje się na linii Soissons – Givet, na km 38,701 pomiędzy stacjami Breuil - Romain i Muizon, na wysokości 71 m n.p.m.

## Linie kolejowe
- Linia Soissons – Givet